# Уэбстер, Пэтти
Пэ́тти Уэ́бстер (англ. Patti Webster; 20 июня 1964, Сомервилл, Нью-Джерси, США — 13 сентября 2013, там же) — американская публицист, писательница и священник.

## Биография
Пэтти Уэбстер родилась в 1964 году в Сомервилле (штат Нью-Джерси, США). Мать Пэтти умерла ещё до своей дочери, а её отец пережил дочь. У Уэбстер было два брата и две сестры.
Пэтти обучалась в Политехническом университете Виргинии в области исследования проектирования и обработки, но после нескольких летних практик она решила, что не будет строить карьеру в этой области.

## Карьера
По переезду в Мэриленд, Пэтти начала работать в качестве ассистента публициста на «Black Entertainment Television». В 1988 году Уэбстер переехала в Нью-Йорк, где начала работать публицистом. Её клиентами были Ашер, Джанет Джексон, Крис Пол, Холли Робинсон-Пит, Хэлли Берри, Дуайт Ховард, Стив Харви, Пэтти ЛаБель, БиБи Уайнанс, СиСи Уайнанс, Лудакрис, Келли Роуленд и Алиша Киз.

## Смерть
49-летняя Пэтти скончалась 13 сентября 2013 года после продолжительной борьбы с раком мозга в Сомервиллском госпитале.